# Capitani reggenti dal 1701 al 1900

Emblema della Repubblica

Capitani reggenti della Repubblica di San Marino dal 1701 al 1900.
| Anno | Semestre   | Capitani reggenti                                              | Capitani reggenti                                              |
| ---- | ---------- | -------------------------------------------------------------- | -------------------------------------------------------------- |
| 1701 | aprile     | Alfonso Tosini                                                 | Francesco Moracci                                              |
| 1701 | ottobre    | Giuliano Belluzzi                                              | Lorenzo Giangi                                                 |
| 1702 | aprile     | Giuseppe Loli                                                  | Melchiorre Martelli                                            |
| 1702 | ottobre    | Giovanni Antonio Belluzzi                                      | Gaspare Calbini                                                |
| 1703 | aprile     | Bernardino Leonardelli                                         | Giovanni Antonio Fattori                                       |
| 1703 | ottobre    | Onofrio Onofri                                                 | Baldassarre Tini                                               |
| 1704 | aprile     | Ottavio Leonardelli                                            | Pietro Francini                                                |
| 1704 | ottobre    | Giambattista Tosini                                            | Tommaso Ceccoli                                                |
| 1705 | aprile     | Gian Giacomo Angeli                                            | Lorenzo Giangi                                                 |
| 1705 | ottobre    | Giuseppe Loli                                                  | Melchiorre Martelli                                            |
| 1706 | aprile     | Giovanni Cionini                                               | Gaspare Calbini                                                |
| 1706 | ottobre    | Francesco Maccioni                                             | Giambattista Ceccoli                                           |
| 1707 | aprile     | Onofrio Onofri                                                 | Giuseppe Zampini                                               |
| 1707 | ottobre    | Federico Gozi                                                  | Francesco Moracci                                              |
| 1708 | aprile     | Giuliano Belluzzi                                              | Tommaso Ceccoli                                                |
| 1708 | ottobre    | Marino Enea Bonelli                                            | Baldassarre Tini                                               |
| 1709 | aprile     | Gian Giacomo Angeli                                            | Francesco Giangi                                               |
| 1709 | ottobre    | Giovanni Antonio Belluzzi                                      | Giovanni Antonio Fattori                                       |
| 1710 | aprile     | Giovanni Cionini                                               | Melchiorre Martelli                                            |
| 1710 | ottobre    | Francesco Maccioni                                             | Pietro Francini                                                |
| 1711 | aprile     | Giuseppe Loli                                                  | Girolamo Martelli                                              |
| 1711 | ottobre    | Federico Gozi                                                  | Giuseppe Zampini                                               |
| 1712 | aprile     | Onofrio Onofri                                                 | Giovanni Martelli                                              |
| 1712 | ottobre    | Gian Giacomo Angeli                                            | Bartolomeo Bedetti                                             |
| 1713 | aprile     | Giovanni Antonio Belluzzi                                      | Giovanni Antonio Fattori                                       |
| 1713 | ottobre    | Giuliano Belluzzi                                              | Tommaso Ceccoli                                                |
| 1714 | aprile     | Giuseppe Onofri                                                | Lorenzo Giangi                                                 |
| 1714 | ottobre    | Giuseppe Loli                                                  | Pietro Francini                                                |
| 1715 | aprile     | Giovanni Paolo Valloni                                         | Giuseppe Zampini                                               |
| 1715 | ottobre    | Bernardino Leonardelli                                         | Marino Enea Bonelli                                            |
| 1716 | aprile     | Gian Giacomo Angeli                                            | Giovanni Martelli                                              |
| 1716 | ottobre    | Francesco Maria Belluzzi                                       | Bartolomeo Bedetti                                             |
| 1717 | aprile     | Federico Gozi                                                  | Girolamo Martelli                                              |
| 1717 | ottobre    | Ottavio Leonardelli                                            | Francesco Giangi                                               |
| 1718 | aprile     | Giuliano Belluzzi                                              | Marino Beni                                                    |
| 1718 | ottobre    | Tranquillo Manenti Belluzzi                                    | Tommaso Ceccoli                                                |
| 1719 | aprile     | Giovanni Paolo Valloni                                         | Baldassarre Tini (deceduto)                                    |
| 1719 | aprile     | Giovanni Paolo Valloni                                         | Francesco Moracci                                              |
| 1719 | ottobre    | Gian Giacomo Angeli                                            | Lorenzo Giangi                                                 |
| 1720 | aprile     | Benedetto Belluzzi                                             | Giovanni Martelli                                              |
| 1720 | ottobre    | Marino Enea Bonelli                                            | Bartolomeo Bedetti                                             |
| 1721 | aprile     | Federico Gozi                                                  | Girolamo Martelli                                              |
| 1721 | ottobre    | Bernardino Leonardelli                                         | Francesco Giangi                                               |
| 1722 | aprile     | Francesco Maria Belluzzi                                       | Marino Beni                                                    |
| 1722 | ottobre    | Valerio Maccioni                                               | Pier Antonio Ugolini                                           |
| 1723 | aprile     | Giuseppe Onofri                                                | Tommaso Ceccoli                                                |
| 1723 | ottobre    | Pietro Loli                                                    | Giovanni Martelli                                              |
| 1724 | aprile     | Giovanni Paolo Valloni                                         | Biagio Antonio Martelli                                        |
| 1724 | ottobre    | Marino Enea Bonelli                                            | Bartolomeo Bedetti                                             |
| 1725 | aprile     | Gian Giacomo Angeli                                            | Lorenzo Giangi                                                 |
| 1725 | ottobre    | Federico Gozi                                                  | Marino Beni                                                    |
| 1726 | aprile     | Tranquillo Manenti Belluzzi                                    | Girolamo Martelli                                              |
| 1726 | ottobre    | Valerio Maccioni                                               | Pier Antonio Ugolini                                           |
| 1727 | aprile     | Giuseppe Onofri                                                | Tommaso Ceccoli                                                |
| 1727 | ottobre    | Gentile Maria Maggio                                           | Giovanni Martelli                                              |
| 1728 | aprile     | Francesco Maria Belluzzi                                       | Biagio Antonio Martelli                                        |
| 1728 | ottobre    | Marino Enea Bonelli                                            | Bernardino Capicchioni                                         |
| 1729 | aprile     | Giovanni Paolo Valloni                                         | Francesco Giangi                                               |
| 1729 | ottobre    | Gian Giacomo Angeli                                            | Giovanni Andrea Beni                                           |
| 1730 | aprile     | Valerio Maccioni                                               | Pier Antonio Ugolini                                           |
| 1730 | ottobre    | Tranquillo Manenti Belluzzi                                    | Girolamo Martelli                                              |
| 1731 | aprile     | Giuseppe Onofri                                                | Lodovico Anatucci                                              |
| 1731 | ottobre    | Giovanni Antonio Leonardelli                                   | Bartolomeo Bedetti                                             |
| 1732 | aprile     | Giovanni Benedetto Belluzzi                                    | Giovanni Martelli                                              |
| 1732 | ottobre    | Valerio Maccioni                                               | Vincenzo Moracci                                               |
| 1733 | aprile     | Francesco Maria Belluzzi                                       | Giovanni Maria Giangi                                          |
| 1733 | ottobre    | Giovanni Paolo Valloni                                         | Giovanni Maria Beni                                            |
| 1734 | aprile     | Marino Enea Bonelli                                            | Tommaso Capicchioni                                            |
| 1734 | ottobre    | Giuseppe Onofri                                                | Lodovico Anatucci                                              |
| 1735 | aprile     | Tranquillo Manenti Belluzzi                                    | Biagio Antonio Martelli                                        |
| 1735 | ottobre    | Federico Tosini                                                | Pier Antonio Ugolini                                           |
| 1736 | aprile     | Gian Giacomo Angeli                                            | Girolamo Martelli                                              |
| 1736 | ottobre    | Francesco Maria Belluzzi                                       | Giovanni Maria Giangi                                          |
| 1737 | aprile     | Valerio Maccioni                                               | Vincenzo Moracci                                               |
| 1737 | ottobre    | Filippo Manenti Belluzzi                                       | Giuliano Malpeli                                               |
| 1738 | aprile     | Giuseppe Onofri                                                | Giovanni Maria Beni                                            |
| 1738 | ottobre    | Giovanni Antonio Leonardelli                                   | Giovanni Martelli                                              |
| 1739 | aprile     | Giovanni Benedetto Belluzzi                                    | Biagio Antonio Martelli                                        |
| 1739 | ottobre    | Gian Giacomo Angeli                                            | Alfonso Giangi                                                 |
| 1739 | 17 ottobre | Gaspare Fogli, gonfaloniere durante l'occupazione alberoniana. | Gaspare Fogli, gonfaloniere durante l'occupazione alberoniana. |
| 1740 | 5 febbraio | Marino Enea Bonelli                                            | Alfonso Giangi                                                 |
| 1740 | ottobre    | Giuseppe Onofri                                                | Vincenzo Moracci                                               |
| 1741 | aprile     | Giovanni Maria Giangi                                          | Marino Tini                                                    |
| 1741 | ottobre    | Lodovico Belluzzi                                              | Pier Antonio Ugolini                                           |
| 1742 | aprile     | Girolamo Gozi                                                  | Giovanni Martelli                                              |
| 1742 | ottobre    | Biagio Antonio Martelli                                        | Domenico Bertoni                                               |
| 1743 | aprile     | Filippo Manenti Belluzzi                                       | Filippo Fabbrini                                               |
| 1743 | ottobre    | Giacomo Begni                                                  | Francesco Antonio Righi                                        |
| 1744 | aprile     | Giuseppe Onofri                                                | Alfonso Giangi                                                 |
| 1744 | ottobre    | Giovanni Maria Giangi                                          | Vincenzo Moracci                                               |
| 1745 | aprile     | Giambattista Zampini                                           | Pompeo Zoli                                                    |
| 1745 | ottobre    | Girolamo Gozi                                                  | Tommaso Capicchioni                                            |
| 1746 | aprile     | Lodovico Belluzzi                                              | Marc' Antonio Tassini                                          |
| 1746 | ottobre    | Filippo Manenti Belluzzi                                       | Domenico Bertoni                                               |
| 1747 | aprile     | Giacomo Begni                                                  | Ottavio Fazzini                                                |
| 1747 | ottobre    | Biagio Antonio Martelli                                        | Giovanni Martelli                                              |
| 1748 | aprile     | Giovanni Marino Giangi                                         | Francesco Antonio Righi                                        |
| 1748 | ottobre    | Costantino Bonelli                                             | Pompeo Zoli                                                    |
| 1749 | aprile     | Giuseppe Onofri                                                | Vincenzo Moracci                                               |
| 1749 | ottobre    | Lodovico Belluzzi                                              | Marc' Antonio Tassini                                          |
| 1750 | aprile     | Filippo Manenti Belluzzi                                       | Pier Antonio Ugolini                                           |
| 1750 | ottobre    | Giovanni Antonio Leonardelli                                   | Alfonso Giangi                                                 |
| 1751 | aprile     | Aurelio Valloni                                                | Filippo Fabbrini                                               |
| 1751 | ottobre    | Giovanni Maria Giangi                                          | Marino Tini                                                    |
| 1752 | aprile     | Giacomo Begni                                                  | Pompeo Zoli                                                    |
| 1752 | ottobre    | Costantino Bonelli                                             | Giovanni Martelli                                              |
| 1753 | aprile     | Giuseppe Onofri                                                | Giuseppe Franzoni                                              |
| 1753 | ottobre    | Filippo Manenti Belluzzi                                       | Marc' Antonio Tassini                                          |
| 1754 | aprile     | Girolamo Gozi                                                  | Vincenzo Moracci                                               |
| 1754 | ottobre    | Francesco Maccioni                                             | Ottavio Fazzini                                                |
| 1755 | aprile     | Biagio Antonio Martelli                                        | Giuseppe Bertoni                                               |
| 1755 | ottobre    | Giacomo Begni                                                  | Paolo Tini                                                     |
| 1756 | aprile     | Marino Belluzzi                                                | Francesco Casali                                               |
| 1756 | ottobre    | Giovanni Beni                                                  | Francesco Antonio Righi                                        |
| 1757 | aprile     | Giambattista Angeli                                            | Marc' Antonio Tassini                                          |
| 1757 | ottobre    | Filippo Manenti Belluzzi                                       | Antonio Capicchioni                                            |
| 1758 | aprile     | Lodovico Belluzzi                                              | Marino Tini                                                    |
| 1758 | ottobre    | Giovanni Maria Giangi                                          | Giuseppe Franzoni                                              |
| 1759 | aprile     | Giacomo Begni                                                  | Pompeo Zoli                                                    |
| 1759 | ottobre    | Giovanni Antonio Leonardelli                                   | Filippo Fazzini                                                |
| 1760 | aprile     | Aurelio Valloni                                                | Francesco Antonio Righi                                        |
| 1760 | ottobre    | Giambattista Angeli                                            | Giovanni Pietro Martelli                                       |
| 1761 | aprile     | Francesco Maccioni                                             | Marino Martelli                                                |
| 1761 | ottobre    | Filippo Manenti                                                | Marc' Antonio Tassini                                          |
| 1762 | aprile     | Giovanni Maria Giangi                                          | Giuseppe Bertoni                                               |
| 1762 | ottobre    | Giambattista Zampini                                           | Pompeo Zoli                                                    |
| 1763 | aprile     | Giambattista Bonelli                                           | Filippo Fazzini                                                |
| 1763 | ottobre    | Girolamo Gozi                                                  | Paolo Tini                                                     |
| 1764 | aprile     | Giambattista Angeli                                            | Antonio Capicchioni                                            |
| 1764 | ottobre    | Giovanni Antonio Leonardelli                                   | Marino Martelli                                                |
| 1765 | aprile     | Filippo Manenti                                                | Marc' Antonio Tassini                                          |
| 1765 | ottobre    | Francesco Begni                                                | Francesco Benedetti                                            |
| 1766 | aprile     | Filippo Belluzzi                                               | Pompeo Zoli                                                    |
| 1766 | ottobre    | Giuseppe Giannini                                              | Giuseppe Franzoni                                              |
| 1767 | aprile     | Francesco Maccioni                                             | Filippo Fazzini                                                |
| 1767 | ottobre    | Giambattista Angeli                                            | Giuseppe Bertoni                                               |
| 1768 | aprile     | Giuliano Gozi                                                  | Francesco Casali                                               |
| 1768 | ottobre    | Costantino Bonelli                                             | Giovanni Antonio Malpeli                                       |
| 1769 | aprile     | Baldassarre Giangi                                             | Marc' Antonio Tassini                                          |
| 1769 | ottobre    | Filippo Manenti                                                | Francesco Antonio Casali                                       |
| 1770 | aprile     | Gaetano Belluzzi                                               | Pompeo Zoli                                                    |
| 1770 | ottobre    | Giuseppe Giannini                                              | Antonio Capicchioni                                            |
| 1771 | aprile     | Giambattista Angeli                                            | Filippo Fazzini                                                |
| 1771 | ottobre    | Giuliano Gozi                                                  | Angelo Ortolani                                                |
| 1772 | aprile     | Sebastiano Onofri                                              | Giuseppe Bertoni                                               |
| 1772 | ottobre    | Baldassarre Giangi                                             | Francesco di Livio Casali                                      |
| 1773 | aprile     | Costantino Bonelli                                             | Giovanni Antonio Malpeli                                       |
| 1773 | ottobre    | Francesco Manenti                                              | Pompeo Zoli                                                    |
| 1774 | aprile     | Gaetano Belluzzi                                               | Antonio Capicchioni                                            |
| 1774 | ottobre    | Giuliano Belluzzi                                              | Francesco Antonio Casali                                       |
| 1775 | aprile     | Giuliano Gozi                                                  | Angelo Ortolani                                                |
| 1775 | ottobre    | Giambattista Angeli                                            | Girolamo Paoloni                                               |
| 1776 | aprile     | Giuseppe Giannini                                              | Antimo Meloni                                                  |
| 1776 | ottobre    | Francesco Onofri                                               | Francesco di Livio Casali                                      |
| 1777 | aprile     | Costantino Bonelli                                             | Francesco Moracci                                              |
| 1777 | ottobre    | Pier Antonio Leonardelli                                       | Giovanni Antonio Malpeli                                       |
| 1778 | aprile     | Baldassarre Giangi                                             | Francesco Antonio Casali (deceduto)                            |
| 1778 | aprile     | Baldassarre Giangi                                             | Alessandro Martelli                                            |
| 1778 | ottobre    | Giambattista Bonelli                                           | Pier Francesco Meloni                                          |
| 1779 | aprile     | Giuliano Gozi                                                  | Angelo Ortolani                                                |
| 1779 | ottobre    | Filippo Belluzzi                                               | Pompeo Zoli                                                    |
| 1780 | aprile     | Francesco Manenti                                              | Antonio Capicchioni                                            |
| 1780 | ottobre    | Costantino Bonelli                                             | Francesco di Livio Casali                                      |
| 1781 | aprile     | Pier Antonio Leonardelli                                       | Girolamo Paoloni                                               |
| 1781 | ottobre    | Baldassarre Giangi                                             | Giovanni Antonio Malpeli                                       |
| 1782 | aprile     | Giambattista Bonelli                                           | Antimo Meloni                                                  |
| 1782 | ottobre    | Giuseppe Giannini                                              | Francesco Malpeli                                              |
| 1783 | aprile     | Francesco Begni                                                | Pompeo Zoli                                                    |
| 1783 | ottobre    | Giuliano Gozi                                                  | Pier Francesco Vita                                            |
| 1784 | aprile     | Giambattista Zampini                                           | Angelo Ortolani                                                |
| 1784 | ottobre    | Francesco Manenti                                              | Marino Francesconi                                             |
| 1785 | aprile     | Marino Giangi                                                  | Giovanni Antonio Malpeli                                       |
| 1785 | ottobre    | Pier Antonio Leonardelli                                       | Girolamo Paoloni                                               |
| 1786 | aprile     | Giambattista Bonelli                                           | Matteo Martelli                                                |
| 1786 | ottobre    | Giuliano Gozi                                                  | Francesco Faetani                                              |
| 1787 | aprile     | Giuliano Gozi                                                  | Francesco Faetani                                              |
| 1787 | ottobre    | Francesco Onofri                                               | Francesco Tini                                                 |
| 1788 | aprile     | Giambattista Bonelli                                           | Giovanni Filippi                                               |
| 1788 | ottobre    | Francesco Begni                                                | Filippo Fazzini                                                |
| 1789 | aprile     | Giuliano Belluzzi                                              | Silvestro Masi                                                 |
| 1789 | ottobre    | Marino Giangi                                                  | Francesco Belzoppi                                             |
| 1790 | aprile     | Mariano Begni                                                  | Matteo Martelli                                                |
| 1790 | ottobre    | Filippo Belluzzi                                               | Antonio Capicchioni                                            |
| 1791 | aprile     | Francesco Giannini                                             | Antimo Meloni                                                  |
| 1791 | ottobre    | Antonio Onofri                                                 | Girolamo Paoloni                                               |
| 1792 | aprile     | Giuliano Gozi                                                  | Giovanni Filippi                                               |
| 1792 | ottobre    | Giambattista Bonelli                                           | Marino Francesconi                                             |
| 1793 | aprile     | Giuliano Belluzzi                                              | Marino Tassini                                                 |
| 1793 | ottobre    | Marino Giangi                                                  | Felice Caroti                                                  |
| 1794 | aprile     | Marino Begni                                                   | Antonio Capicchioni                                            |
| 1794 | ottobre    | Filippo Belluzzi                                               | Pier Vincenzo Giannini                                         |
| 1795 | aprile     | Giuseppe Mercuri                                               | Angelo Ortolani                                                |
| 1795 | ottobre    | Francesco Giannini                                             | Livio Casali                                                   |
| 1796 | aprile     | Giuliano Gozi                                                  | Matteo Martelli                                                |
| 1796 | ottobre    | Antonio Onofri                                                 | Marino Francesconi                                             |
| 1797 | aprile     | Giuliano Belluzzi                                              | Girolamo Paoloni                                               |
| 1797 | ottobre    | Annibale Gozi                                                  | Antonio Capicchioni                                            |
| 1798 | aprile     | Marino Begni                                                   | Alessandro Righi                                               |
| 1798 | ottobre    | Marino Giangi                                                  | Vincenzo Belzoppi                                              |
| 1799 | aprile     | Francesco Giannini                                             | Pietro Zoli                                                    |
| 1799 | ottobre    | Camillo Bonelli                                                | Livio Casali                                                   |
| 1800 | aprile     | Francesco Faetani                                              | Matteo Martelli                                                |
| 1800 | ottobre    | Giuseppe Mercuri                                               | Pier Vincenzo Giannini                                         |
| 1801 | aprile     | Giuliano Belluzzi                                              | Marino Bertoni                                                 |
| 1801 | ottobre    | Mariano Begni                                                  | Antonio Capicchioni                                            |
| 1802 | aprile     | Filippo Belluzzi                                               | Marino Tassini                                                 |
| 1802 | ottobre    | Annibale Gozi                                                  | Giovanni Filippi                                               |
| 1803 | aprile     | Camillo Bonelli                                                | Livio Casali                                                   |
| 1803 | ottobre    | Antonio Onofri                                                 | Marino Francesconi                                             |
| 1804 | aprile     | Marino Belluzzi                                                | Matteo Martelli                                                |
| 1804 | ottobre    | Francesco Giannini                                             | Giuseppe Righi                                                 |
| 1805 | aprile     | Francesco Maria Belluzzi                                       | Antonio Capicchioni                                            |
| 1805 | ottobre    | Mariano Begni                                                  | Giovanni Malpeli                                               |
| 1806 | aprile     | Giuseppe Mercuri                                               | Marino Tassini                                                 |
| 1806 | ottobre    | Alessandro Righi                                               | Pietro Berti                                                   |
| 1807 | aprile     | Antonio Onofri                                                 | Marino Francesconi                                             |
| 1807 | ottobre    | Camillo Bonelli                                                | Livio Casali                                                   |
| 1808 | aprile     | Marino Giangi                                                  | Matteo Martelli                                                |
| 1808 | ottobre    | Federico Gozi                                                  | Pier Antonio Damiani                                           |
| 1809 | aprile     | Francesco Giannini                                             | Vincenzo Belzoppi                                              |
| 1809 | ottobre    | Mariano Begni                                                  | Giovanni Malpeli                                               |
| 1810 | aprile     | Lodovico Belluzzi                                              | Maria Giuseppe Malpeli                                         |
| 1810 | ottobre    | Antonio Onofri                                                 | Marino Francesconi                                             |
| 1811 | aprile     | Francesco Maria Belluzzi                                       | Marino Bertoni                                                 |
| 1811 | ottobre    | Giuseppe Mercuri                                               | Pier Vincenzo Giannini                                         |
| 1812 | aprile     | Camillo Bonelli                                                | Livio Casali                                                   |
| 1812 | ottobre    | Francesco Giannini                                             | Pietro Zoli                                                    |
| 1813 | aprile     | Marino Belluzzi                                                | Pier Antonio Damiani                                           |
| 1813 | ottobre    | Mariano Begni                                                  | Giovanni Malpeli                                               |
| 1814 | aprile     | Federico Gozi                                                  | Andrea Albertini                                               |
| 1814 | ottobre    | Lodovico Belluzzi                                              | Maria Giuseppe Malpeli                                         |
| 1815 | aprile     | Giuseppe Mercuri                                               | Pier Vincenzo Giannini                                         |
| 1815 | ottobre    | Francesco Maria Belluzzi                                       | Filippo Filippi                                                |
| 1816 | aprile     | Camillo Bonelli                                                | Pietro Berti                                                   |
| 1816 | ottobre    | Luigi Giannini                                                 | Matteo Martelli                                                |
| 1817 | aprile     | Antonio Onofri                                                 | Pietro Zoli                                                    |
| 1817 | ottobre    | Federico Gozi                                                  | Vincenzo Belzoppi                                              |
| 1818 | aprile     | Giuliano Malpeli                                               | Livio Casali                                                   |
| 1818 | ottobre    | Mariano Begni                                                  | Giovanni Malpeli                                               |
| 1819 | aprile     | Giuseppe Mercuri                                               | Andrea Albertini                                               |
| 1819 | ottobre    | Francesco Maria Belluzzi                                       | Filippo Filippi                                                |
| 1820 | aprile     | Luigi Giannini                                                 | Matteo Martelli                                                |
| 1820 | ottobre    | Camillo Bonelli                                                | Marino Berti                                                   |
| 1821 | aprile     | Antonio Onofri                                                 | Pier Vincenzo Giannini                                         |
| 1821 | ottobre    | Giuliano Malpeli                                               | Pietro Berti                                                   |
| 1822 | aprile     | Federico Gozi                                                  | Francesco Guidi Giangi                                         |
| 1822 | ottobre    | Mariano Begni                                                  | Giovanni Malpeli                                               |
| 1823 | aprile     | Giuseppe Mercuri                                               | Marino Lonfernini                                              |
| 1823 | ottobre    | Francesco Maria Belluzzi                                       | Filippo Filippi                                                |
| 1824 | aprile     | Lodovico Belluzzi                                              | Vincenzo Braschi                                               |
| 1824 | ottobre    | Luigi Giannini                                                 | Bartolomeo Bartolotti                                          |
| 1825 | aprile     | Raffaele Gozi                                                  | Pietro Berti                                                   |
| 1825 | ottobre    | Camillo Bonelli                                                | Pier Antonio Damiani                                           |
| 1826 | aprile     | Giambattista Onofri                                            | Marino Berti                                                   |
| 1826 | ottobre    | Giuliano Malpeli                                               | Marino Lonfernini                                              |
| 1827 | aprile     | Mariano Begni                                                  | Giovanni Malpeli                                               |
| 1827 | ottobre    | Lodovico Belluzzi                                              | Vincenzo Braschi                                               |
| 1828 | aprile     | Francesco Maria Belluzzi                                       | Francesco Guidi Giangi                                         |
| 1828 | ottobre    | Luigi Giannini                                                 | Giacomo Antonio Tini                                           |
| 1829 | aprile     | Camillo Bonelli                                                | Pietro Zoli                                                    |
| 1829 | ottobre    | Giuseppe Mercuri                                               | Filippo Filippi                                                |
| 1830 | aprile     | Giuliano Malpeli                                               | Marino Lonfernini                                              |
| 1830 | ottobre    | Giambattista Onofri                                            | Pier Antonio Damiani                                           |
| 1831 | aprile     | Lodovico Belluzzi                                              | Biagio Martelli                                                |
| 1831 | ottobre    | Francesco Maria Belluzzi                                       | Pier Matteo Berti                                              |
| 1832 | aprile     | Giovanni Benedetto Belluzzi                                    | Bartolomeo Bartolotti                                          |
| 1832 | ottobre    | Mariano Begni                                                  | Giovanni Malpeli                                               |
| 1833 | aprile     | Giuseppe Mercuri                                               | Filippo Filippi                                                |
| 1833 | ottobre    | Luigi Giannini                                                 | Vincenzo Braschi                                               |
| 1834 | aprile     | Lodovico Belluzzi                                              | Francesco Guidi Giangi                                         |
| 1834 | ottobre    | Giuliano Malpeli                                               | Pietro Tassini                                                 |
| 1835 | aprile     | Pietro Zoli                                                    | Francesco Maria Belluzzi (deceduto)                            |
| 1835 | aprile     | Pietro Zoli                                                    | Raffaele Gozi                                                  |
| 1835 | ottobre    | Giambattista Bonelli                                           | Bartolomeo Bartolotti                                          |
| 1836 | aprile     | Giovanni Benedetto Belluzzi                                    | Pier Antonio Damiani                                           |
| 1836 | ottobre    | Giuseppe Gozi                                                  | Pier Matteo Berti                                              |
| 1837 | aprile     | Filippo Belluzzi                                               | Filippo Filippi                                                |
| 1837 | ottobre    | Giuseppe Mercuri                                               | Marc' Antonio Tassini                                          |
| 1838 | aprile     | Girolamo Gozi                                                  | Francesco Guidi Giangi                                         |
| 1838 | ottobre    | Mariano Begni                                                  | Domenico Maria Belzoppi                                        |
| 1839 | aprile     | Giambattista Bonelli                                           | Bartolomeo Bartolotti                                          |
| 1839 | ottobre    | Giuliano Malpeli                                               | Biagio Martelli                                                |
| 1840 | aprile     | Giovanni Benedetto Belluzzi                                    | Pietro Righi                                                   |
| 1840 | ottobre    | Raffaele Gozi                                                  | Pietro Zoli                                                    |
| 1841 | aprile     | Filippo Belluzzi                                               | Filippo Filippi                                                |
| 1841 | ottobre    | Girolamo Gozi                                                  | Francesco Guidi Giangi                                         |
| 1842 | aprile     | Domenico Maria Belzoppi                                        | Pier Matteo Berti                                              |
| 1842 | ottobre    | Giuseppe Gozi                                                  | Domenic' Antonio Bartolotti                                    |
| 1843 | aprile     | Giuliano Malpeli                                               | Marino Malpeli                                                 |
| 1843 | ottobre    | Lodovico Belluzzi                                              | Biagio Martelli                                                |
| 1844 | aprile     | Giovanni Benedetto Belluzzi                                    | Pietro Righi                                                   |
| 1844 | ottobre    | Pietro Zoli                                                    | Marino Berti                                                   |
| 1845 | aprile     | Giambattista Bonelli                                           | Francesco Valli                                                |
| 1845 | ottobre    | Domenico Maria Belzoppi                                        | Pier Matteo Berti                                              |
| 1846 | aprile     | Filippo Belluzzi                                               | Filippo Filippi                                                |
| 1846 | ottobre    | Francesco Guidi Giangi                                         | Costanzo Damiani                                               |
| 1847 | aprile     | Girolamo Gozi                                                  | Domenic' Antonio Bartolotti                                    |
| 1847 | ottobre    | Giuliano Malpeli                                               | Biagio Martelli                                                |
| 1848 | aprile     | Giuseppe Gozi                                                  | Marino Malpeli                                                 |
| 1848 | ottobre    | Giovanni Benedetto Belluzzi                                    | Pietro Righi                                                   |
| 1849 | aprile     | Domenico Maria Belzoppi                                        | Pier Matteo Berti                                              |
| 1849 | ottobre    | Giambattista Braschi                                           | Marino Lonfernini                                              |
| 1850 | aprile     | Vincenzo Angeli                                                | Costanzo Damiani                                               |
| 1850 | ottobre    | Giambattista Bonelli                                           | Marino Berti                                                   |
| 1851 | aprile     | Francesco Guidi Giangi                                         | Marco Suzzi Valli                                              |
| 1851 | ottobre    | Domenic' Antonio Bartolotti                                    | Antonio Para                                                   |
| 1852 | aprile     | Melchiorre Filippi                                             | Pietro Righi                                                   |
| 1852 | ottobre    | Filippo Belluzzi                                               | Gaetano Simoncini                                              |
| 1853 | aprile     | Domenico Maria Belzoppi                                        | Pier Matteo Berti                                              |
| 1853 | ottobre    | Giambattista Braschi                                           | Francesco Valli                                                |
| 1854 | aprile     | Girolamo Gozi                                                  | Pietro Ugolini                                                 |
| 1854 | ottobre    | Francesco Guidi Giangi                                         | Pietro Barbieri                                                |
| 1855 | aprile     | Gaetano Belluzzi                                               | Francesco Rossini                                              |
| 1855 | ottobre    | Giovanni Benedetto Belluzzi                                    | Marino Masi                                                    |
| 1856 | aprile     | Giuseppe Filippi                                               | Pietro Righi                                                   |
| 1856 | ottobre    | Melchiorre Filippi                                             | Gaetano Simoncini                                              |
| 1857 | aprile     | Innocenzo Bonelli                                              | Domenico Fattori                                               |
| 1857 | ottobre    | Settimio Belluzzi                                              | Giacomo Berti                                                  |
| 1858 | aprile     | Francesco Guidi Giangi                                         | Marino Malpeli                                                 |
| 1858 | ottobre    | Filippo Belluzzi                                               | Pasquale Marcucci                                              |
| 1859 | aprile     | Giuliano Belluzzi                                              | Michele Ceccoli                                                |
| 1859 | ottobre    | Palamede Malpeli                                               | Pier Matteo Berti                                              |
| 1860 | aprile     | Giuseppe Filippi                                               | Pietro Righi                                                   |
| 1860 | ottobre    | Gaetano Belluzzi                                               | Costanzo Damiani                                               |
| 1861 | aprile     | Settimio Belluzzi                                              | Giacomo Berti                                                  |
| 1861 | ottobre    | Melchiorre Filippi                                             | Domenico Fattori                                               |
| 1862 | aprile     | Innocenzo Bonelli                                              | Gaetano Simoncini                                              |
| 1862 | ottobre    | Francesco Guidi Giangi                                         | Pietro Tonnini                                                 |
| 1863 | aprile     | Giuliano Belluzzi                                              | Michele Ceccoli                                                |
| 1863 | ottobre    | Giuseppe Filippi                                               | Francesco Casali                                               |
| 1864 | aprile     | Gaetano Belluzzi                                               | Pietro Righi                                                   |
| 1864 | ottobre    | Palamede Malpeli                                               | Pasquale Marcucci                                              |
| 1865 | aprile     | Settimio Belluzzi                                              | Giacomo Berti                                                  |
| 1865 | ottobre    | Filippo Belluzzi                                               | Silvestro Masi                                                 |
| 1866 | aprile     | Innocenzo Bonelli                                              | Michele Vita                                                   |
| 1866 | ottobre    | Melchiorre Filippi                                             | Domenico Fattori                                               |
| 1867 | aprile     | Giuliano Belluzzi                                              | Michele Ceccoli                                                |
| 1867 | ottobre    | Gaetano Simoncini                                              | Pietro Righi                                                   |
| 1868 | aprile     | Palamede Malpeli                                               | Giuseppe Vagnini                                               |
| 1868 | ottobre    | Pietro Tonnini                                                 | Sante Lonfernini                                               |
| 1869 | aprile     | Filippo Belluzzi                                               | Francesco Malpeli                                              |
| 1869 | ottobre    | Settimio Belluzzi                                              | Giacomo Berti                                                  |
| 1870 | aprile     | Innocenzo Bonelli                                              | Ortollero Grazia                                               |
| 1870 | ottobre    | Melchiorre Filippi                                             | Domenico Fattori                                               |
| 1871 | aprile     | Gaetano Simoncini                                              | Pietro Ugolini                                                 |
| 1871 | ottobre    | Palamede Malpeli                                               | Luigi Pasquali                                                 |
| 1872 | aprile     | Giuliano Belluzzi                                              | Pietro Berti                                                   |
| 1872 | ottobre    | Federico Gozi                                                  | Francesco Malpeli                                              |
| 1873 | aprile     | Settimio Belluzzi                                              | Francesco Marcucci                                             |
| 1873 | ottobre    | Giuseppe Filippi                                               | Marino Fattori                                                 |
| 1874 | aprile     | Filippo Belluzzi                                               | Marino Babboni                                                 |
| 1874 | ottobre    | Gaetano Simoncini                                              | Domenico Fattori                                               |
| 1875 | aprile     | Palamede Malpeli                                               | Luigi Pasquali                                                 |
| 1875 | ottobre    | Pietro Tonnini                                                 | Giuseppe Giacomini                                             |
| 1876 | aprile     | Gaetano Belluzzi                                               | Sante Lonfernini                                               |
| 1876 | ottobre    | Settimio Belluzzi                                              | Michele Ceccoli                                                |
| 1877 | aprile     | Innocenzo Bonelli                                              | Andrea Barbieri                                                |
| 1877 | ottobre    | Giuliano Belluzzi                                              | Pietro Ugolini                                                 |
| 1878 | aprile     | Domenico Fattori                                               | Marino Babboni                                                 |
| 1878 | ottobre    | Camillo Bonelli                                                | Pietro Berti                                                   |
| 1879 | aprile     | Gaetano Simoncini                                              | Marino Nicolini                                                |
| 1879 | ottobre    | Federico Gozi                                                  | Francesco Malpeli                                              |
| 1880 | aprile     | Luigi Pasquali                                                 | Giuseppe Giacomini                                             |
| 1880 | ottobre    | Settimio Belluzzi                                              | Pasquale Busignani                                             |
| 1881 | aprile     | Antonio Belluzzi                                               | Marino Martelli                                                |
| 1881 | ottobre    | Domenico Fattori                                               | Teodoro Ceccoli                                                |
| 1882 | aprile     | Marino Fattori                                                 | Francesco Marcucci                                             |
| 1882 | ottobre    | Giuliano Belluzzi                                              | Michele Ceccoli                                                |
| 1883 | aprile     | Pietro Tonnini                                                 | Sante Lonfernini                                               |
| 1883 | ottobre    | Pietro Filippi                                                 | Pietro Berti                                                   |
| 1884 | aprile     | Settimio Belluzzi                                              | Francesco Malpeli                                              |
| 1884 | ottobre    | Federico Gozi                                                  | Antonio Righi                                                  |
| 1885 | aprile     | Luigi Pasquali                                                 | Pasquale Busignani                                             |
| 1885 | ottobre    | Antonio Michetti                                               | Marino Nicolini                                                |
| 1886 | aprile     | Domenico Fattori                                               | Teodoro Ceccoli                                                |
| 1886 | ottobre    | Gaetano Simoncini                                              | Pietro Ugolini                                                 |
| 1887 | aprile     | Marino Fattori                                                 | Settimio Lonfernini                                            |
| 1887 | ottobre    | Pietro Filippi                                                 | Federico Martelli                                              |
| 1888 | aprile     | Settimio Belluzzi                                              | Marino Marcucci                                                |
| 1888 | ottobre    | Federico Gozi                                                  | Antonio Righi                                                  |
| 1889 | aprile     | Menetto Bonelli                                                | Marino Babboni                                                 |
| 1889 | ottobre    | Domenico Fattori                                               | Marino Nicolini                                                |
| 1890 | aprile     | Pietro Tonnini                                                 | Francesco Marcucci                                             |
| 1890 | ottobre    | Giuliano Belluzzi                                              | Pietro Ugolini                                                 |
| 1891 | aprile     | Pietro Filippi                                                 | Federico Martelli                                              |
| 1891 | ottobre    | Antonio Michetti                                               | Pasquale Busignani                                             |
| 1892 | aprile     | Federico Gozi                                                  | Silvestro Vita                                                 |
| 1892 | ottobre    | Gemino Gozi                                                    | Giacomo Marcucci                                               |
| 1893 | aprile     | Menetto Bonelli                                                | Marino Babboni                                                 |
| 1893 | ottobre    | Marino Fattori                                                 | Pietro Francini                                                |
| 1894 | aprile     | Francesco Marcucci                                             | Pietro Tonnini (deceduto)                                      |
| 1894 | aprile     | Francesco Marcucci                                             | Giuliano Belluzzi                                              |
| 1894 | ottobre    | Settimio Belluzzi                                              | Marino Borbiconi                                               |
| 1895 | aprile     | Domenico Fattori                                               | Antonio Righi                                                  |
| 1895 | ottobre    | Federico Gozi                                                  | Vincenzo Mularoni                                              |
| 1896 | aprile     | Giovanni Bonelli                                               | Settimio Lonfernini                                            |
| 1896 | ottobre    | Menetto Bonelli                                                | Marino Babboni                                                 |
| 1897 | aprile     | Luigi Tonnini                                                  | Teodoro Ceccoli                                                |
| 1897 | ottobre    | Antonio Belluzzi                                               | Pasquale Busignani                                             |
| 1898 | aprile     | Pietro Filippi                                                 | Onofrio Fattori                                                |
| 1898 | ottobre    | Marino Borbiconi                                               | Francesco Marcucci                                             |
| 1899 | aprile     | Gemino Gozi                                                    | Giacomo Marcucci                                               |
| 1899 | ottobre    | Federico Gozi                                                  | Silvestro Vita                                                 |
| 1900 | aprile     | Domenico Fattori                                               | Antonio Righi                                                  |
| 1900 | ottobre    | Giovanni Bonelli                                               | Pietro Ugolini                                                 |